# Nuoto ai Giochi della XXXII Olimpiade - 1500 metri stile libero maschili
La gara di nuoto dei 1500 metri stile libero maschili dei Giochi della XXXII Olimpiade di Tokyo è stata disputata il 30 luglio e 1º agosto 2021 presso il Tokyo Aquatics Centre. Vi hanno partecipato 29 atleti provenienti da 21 nazioni.
La competizione è stata vinta dal nuotatore statunitense Robert Finke, mentre l'argento e il bronzo sono andati rispettivamente all'ucraino Mychajlo Romančuk e al tedesco Florian Wellbrock.

## Record
Prima della competizione il record del mondo e il record olimpico erano i seguenti:
| Record mondiale | 14'31"02 | Sun Yang Cina | 4 agosto 2012 Londra, Regno Unito |
| Record olimpico | 14'31"02 | Sun Yang Cina | 4 agosto 2012 Londra, Regno Unito |

Nel corso della competizione non sono stati migliorati.

## Programma
| Data           | Ora (UTC+9) | Turno    |
| -------------- | ----------- | -------- |
| 30 luglio 2021 | 19:48       | Batterie |
| 1º agosto 2021 | 10:44       | Finale   |

## Risultati

### Batterie
I primi 8 si qualificano per la finale.
| Pos. | Batteria | Corsia | Atleta               | Nazionalità   | Tempo    | Note             |
| ---- | -------- | ------ | -------------------- | ------------- | -------- | ---------------- |
| 1    | 4        | 5      | Mychajlo Romančuk    | Ucraina       | 14'45"99 | Q                |
| 2    | 4        | 3      | Robert Finke         | Stati Uniti   | 14'47"20 | Q                |
| 3    | 3        | 4      | Florian Wellbrock    | Germania      | 14'48"53 | Q                |
| 4    | 4        | 4      | Gregorio Paltrinieri | Italia        | 14'49"17 | Q                |
| 5    | 3        | 3      | Daniel Jervis        | Gran Bretagna | 14'50"22 | Q                |
| 6    | 3        | 7      | Serhij Frolov        | Ucraina       | 14'51"83 | Q                |
| 7    | 2        | 8      | Felix Auböck         | Austria       | 14'51"88 | Q,               |
| 8    | 2        | 3      | Kirill Martynychev   | ROC           | 14'52"66 | Q                |
| 9    | 3        | 2      | Domenico Acerenza    | Italia        | 14'53"84 |                  |
| 10   | 4        | 7      | Jack McLoughlin      | Australia     | 14'56"98 |                  |
| 11   | 4        | 2      | Lukas Märtens        | Germania      | 14'59"45 |                  |
| 12   | 3        | 8      | Nguyễn Huy Hoàng     | Vietnam       | 15'00"24 |                  |
| 13   | 4        | 1      | Guilherme Costa      | Brasile       | 15'01"18 |                  |
| 14   | 3        | 1      | Anton Ipsen          | Danimarca     | 15'01"58 |                  |
| 15   | 2        | 5      | Gergely Gyurta       | Ungheria      | 15'01"85 |                  |
| 16   | 2        | 4      | Thomas Neill         | Australia     | 15'04"65 |                  |
| 17   | 2        | 6      | Michael Brinegar     | Stati Uniti   | 15'04"67 |                  |
| 18   | 2        | 7      | Victor Johansson     | Svezia        | 15'05"53 |                  |
| 19   | 4        | 8      | Aleksandr Yegorov    | ROC           | 15'06"55 |                  |
| 20   | 1        | 5      | Daniel Wiffen        | Irlanda       | 15'07"69 | Record nazionale |
| 21   | 3        | 5      | Henrik Christiansen  | Norvegia      | 15'11"14 |                  |
| 22   | 2        | 2      | Ákos Kalmár          | Ungheria      | 15'17"02 |                  |
| 23   | 3        | 6      | Jan Micka            | Rep. Ceca     | 15'17"71 |                  |
| 24   | 2        | 1      | Cheng Long           | Cina          | 15'18"81 |                  |
| 25   | 1        | 3      | Marcelo Acosta       | El Salvador   | 15'27"37 |                  |
| 26   | 4        | 6      | Alexander Nørgaard   | Grecia        | 15'28"70 |                  |
| 27   | 1        | 4      | Aflah Prawira        | Indonesia     | 15'29"94 |                  |
| 28   | 1        | 2      | Theo Druenne         | Monaco        | 16'17"20 |                  |
| -    | 1        | 6      | Marwan El-Kamash     | Egitto        | -        | DNS              |

### Finale
| Pos.    | Corsia | Atleta               | Nazionalità   | Tempo    | Note |
| ------- | ------ | -------------------- | ------------- | -------- | ---- |
| Oro     | 5      | Robert Finke         | Stati Uniti   | 14'39"65 |      |
| Argento | 4      | Mychajlo Romančuk    | Ucraina       | 14'40"66 |      |
| Bronzo  | 3      | Florian Wellbrock    | Germania      | 14'40"91 |      |
| 4       | 6      | Gregorio Paltrinieri | Italia        | 14'45"01 |      |
| 5       | 2      | Daniel Jervis        | Gran Bretagna | 14'55"48 |      |
| 6       | 8      | Kirill Martynychev   | ROC           | 14'55"85 |      |
| 7       | 1      | Felix Auböck         | Austria       | 15'03"47 |      |
| 8       | 7      | Serhij Frolov        | Ucraina       | 15'04"26 |      |